# Aeropuerto Internacional de Pristina
El Aeropuerto Internacional de Pristina (en albanés: Aeroporti ndërkombëtar i Prishtinës, en serbio: Међународни аеродром Приштина, alfabeto latino: Međunarodni aerodrom Pristina) (IATA: PRN, OACI: BKPR) es un aeropuerto internacional ubicado a 16 km de Pristina, Kosovo. Se trata de un aeropuerto internacional que se ocupa de algo menos de un millón de pasajeros al año. Se encuentra bajo la autoridad del Gobierno de Kosovo, no reconocido por la ONU, después de su entrega por las autoridades de la OTAN / Misión de Administración Provisional de las Naciones Unidas en Kosovo (UNMIK), y es el principal puerto de entrada de pasajeros aéreos a Kosovo.

## Historia
El aeropuerto de Pristina fue inaugurado oficialmente en 1965. Al principio solo operaba vuelos nacionales hasta y desde Belgrado. 
Durante el decenio de 1990 el aeropuerto empezó a operar vuelos internacionales, sobre todo hacia Suiza y Alemania. Tras la guerra de Kosovo en 1999, el aeropuerto presenció un breve pero tenso enfrentamiento entre las fuerzas de la OTAN (KFOR) y fuerzas de Rusia en el que estas ocuparon el aeropuerto. Después de conseguir un acuerdo por el cual las fuerzas rusas se integrarían en las fuerzas de mantenimiento de la paz, independiente de la OTAN, el aeropuerto de Pristina fue reactivado como base aérea militar el 15 de octubre, y posteriormente empezó a funcionar como aeropuerto civil internacional con vuelos a varias ciudades de Europa. Durante ese período de tiempo las fuerzas rusas, KFOR y otras fuerzas de la OTAN estuvieron a cargo de la seguridad del aeropuerto. El aeropuerto de Pristina inicialmente comenzó sus operaciones con 45 empleados.
La pista y la terminal fueron renovadas y ampliadas en 2002. En 2007 el aeropuerto fue utilizado por 1 120 000 pasajeros. En los últimos 3 años, el aeropuerto fue de nuevo reformado y reorganizado.
En su reinauguración en 2007, fue renombrado en inglés como Prishtina International Airport, nombre único que coincide con el de su operador, Prishtina International Airport JSC.

### Premios
En junio de 2006, el Aeropuerto Internacional de Pristina fue galardonado con el Best Airport Award 2006, un honor otorgado por el Consejo Internacional de Aeropuertos (ACI). Fue destacado por la excelencia y logros en toda una gama de disciplinas, incluyendo el desarrollo del aeropuerto, operaciones, instalaciones, seguridad y vigilancia, y el servicio al cliente.

## Aerolíneas y destinos
Las siguientes compañías aéreas operan desde el Aeropuerto Internacional de Pristina (hasta julio de 2008):

### Aerolíneas regulares
- Austrian Airlines (Viena)
- British Airways (Londres-Gatwick)
- Croatia Airlines (Zagreb)
- Enter Air (Verona)
- Norwegian Air Shuttle (Oslo-Rygge)
- Scandinavian Airlines (Copenhague)
- Turkish Airlines (Estambul-Ataturk)

### Aerolíneas chárter
- Aurora Airlines (Dusseldorf, Múnich, Hanóver, Colonia/Bonn, Stuttgart, Maribor, Viena, Venecia)
- Edelweiss Air (Ginebra, Zúrich)
- Hello (Ginebra, Zúrich, Basilea, Hamburgo, Stuttgart, Hanóver)
- Jettime (Gotemburgo)
- SunExpress (Antalya)
- Swiss International Air Lines (Zúrich)

## Estadísticas
Ver fuente y consulta Wikidata.